# Sergio Rojas (futbolista argentino)
Rubén Sergio Rojas - "El Tanque" Rojas (22 de noviembre de 1971, Resistencia, Provincia de Chaco, Argentina) es un exfutbolista argentino. Su posición era la de delantero y se inició en Don Orione Atletic Club.

## Clubes
| Club             | País      | Año       |
| ---------------- | --------- | --------- |
| Don Orione       | Argentina | 1993-1996 |
| Chaco For Ever   | Argentina | 1996-1998 |
| Douglas Haig     | Argentina | 1998-1999 |
| R. Charleroi SC  | Bélgica   | 1999-2002 |
| Grenoble Foot 38 | Francia   | 2002-2005 |
| Textil Mandiyú   | Argentina | 2005-2006 |
| Boca Unidos      | Argentina | 2006-2007 |
| Chaco For Ever   | Argentina | 2008      |

### Torneos nacionales
| Título          | Club                     | País      | Año  |
| Torneo Clausura | C.S. y D. Textil Mandiyú | Argentina | 2005 |
| Torneo Apertura | C.S. y D. Textil Mandiyú | Argentina | 2006 |
| Torneo Oficial  | Boca Unidos              | Argentina | 2008 |
| --------------- | ------------------------ | --------- | ---- |

- Datos: Q3479687